# Paus Innocentius XII
Paus Innocentius XII, geboren als Antonio Pignatelli (Spinazzola, 13 maart 1615 – Rome, 27 september 1700) was paus van 12 juli 1691 tot aan zijn dood in 1700.

## Biografie
Innocentius werd geboren als zoon van een Napolitaanse markies van de familie Pignatelli, waartoe ook de in 1954 heilig verklaarde Jozef Pignatelli behoorde. Na in Florence, Warschau en Wenen nuntius te zijn geweest werd hij in 1681 gewijd tot kardinaal gevolgd door zijn benoeming in 1687 tot aartsbisschop van Napels.
Na de dood van paus Alexander VIII volgde een vijf maanden durend conclaaf, waarin de verschillende facties (Duitse en Franse) dongen naar de paustitel. Op 12 juli 1691 viel uiteindelijk de keuze op Innocentius, die als eerste beleidsmaatregel de afschaffing van de kardinaal-nepoot invoerde. “Mijn neven, dat zijn de armen” was zijn motto en met de pauselijke bul Romanum decet Pontificem verbood hij elke toekomstige paus zijn familie te verrijken met kerkelijke diensten. Wat Innocentius XI niet was gelukt, lukte hem wel en hoewel er nog enkele malen misbruik van werd gemaakt, behoorde het instituut kardinaal-nepoot tot het verleden.
Andere maatregelen van Innocentius XII waren de priesters erop te wijzen wat van hen verwacht werd als kerkelijke vertegenwoordiger - vervullen van geestelijke taken- en opkomen en zorg dragen voor de behoeftigen. Dit laatste was een bittere noodzaak, doordat Rome te kampen had met pestepidemieën, overstromingen en aardbevingen.
Op het gebied van buitenlandse politiek koos hij, in tegenstelling tot zijn voorgangers, de zijde van de Fransen, die daarop bereid waren eerdere beperkingen opgelegd aan de kerk in Frankrijk op te heffen. Dit resulteerde echter in de verslechterde relatie met keizer Leopold I.
Het jaar 1700 werd uitgeroepen tot Heilig jaar en ondanks zijn zwakke gezondheid vonden er vele pauselijke audiënties plaats. Op 27 september 1700 overleed Innocentius XII.
Cursief: tegenpaus
- Biblioteca Nacional de España: XX976925
- Bibliothèque nationale de France: cb13483664j (data)
- Catàleg d'autoritats de noms i títols de Catalunya: 981058516326006706
- Gemeinsame Normdatei: 118920758
- International Standard Name Identifier: 0000 0001 2277 7249
- Library of Congress Control Number: n85356646
- Nationale Bibliotheek van Tsjechië: xx0139101
- Nationale Bibliotheek van Israël: 987007263079005171
- Nationale Bibliotheek van Polen: a0000002307834
- Nederlandse Thesaurus van Auteursnamen: 072483024
- Istituto Centrale per il Catalogo Unico: RMGV010828
- SNAC: w6sf2v2f
- Système universitaire de documentation: 035529210
- Union List of Artist Names: 500319908
- Virtual International Authority File: 27218139